# Raión de Koshejabl
El raión de Koshejabl (en ruso: Кошехабльский район; en adigué:Кощхьаблэ район) es uno de los siete raiones en los que se divide la república de Adiguesia, en Rusia. Está situado en la parte oriental de la república y limita con el raión de Kurgáninsk del krai de Krasnodar al norte y nordeste, con el raión de Labinsk del vecino krai al este, con el raión de Mostovskói del krai al sur y con el raión de Guiaguínskaya al oeste. Tiene una superficie de 603.2 km² y tenía una población de 30 047 habitantes en 2021.
Su centro administrativo es el aul de Koshejabl.

## Geografía
Está ubicado en la llanura al sur del río Kubán, a los pies de las estribaciones septenterionales del sistema montañoso del Cáucaso. El territorio del distrito está surcado por varios de los afluentes y subafluentes del río Labá, tributario del anterior, tales como el Jodz o el Chojrak.

## Historia
El raión de Koshejabl fue establecido dentro del territorio del krai de Azov-Mar Negro el 31 de diciembre de 1934 como resultado de la reforma para recortar el tamaño de los distritos del krai. Surgió de una parte del raión de Shovgenovski. Inicialmente se compone de nueve selsoviets: Blechepsin, Vólnoye, Druzhba, Yegerujái, Ignatievski, Koshejabl, Natyrbovo, Jachemzi y Jodz. Del 7 de diciembre de 1956 al 21 de marzo de 1958 el territorio del raión de Shovgenovski fue incluido en el del raión de Koshejabl. Del 1 de febrero de 1963 al 12 de abril de 1965 fue rebautizado Shovgenovski, con centro en Koshejabl. En 1965 recuperaría sus fronteras anteriores. En 1993 se substituyó la administración en selsoviets en 2005 se establecieron los nueve asentamientos de tipo rural que componen el raión.

## Demografía
En 2021 contaba con 30 047 habitantes, lo que representó una evolución promedio anual del -0.11% frente a los 30 422 habitantes registrados en el censo anterior. La totalidad de la población era de carácter rural. El 47.7% eran hombres y el 52.3% mujeres.
| Año  | Población |
| ---- | --------- |
| 1959 | 34 421    |
| 1970 | 33 431    |
| 1979 | 30 654    |
| 1989 | 29 766    |
| 2002 | 31 296    |
| 2010 | 30 422    |
| 2021 | 30 047    |

| Gráfica de evolución demográfica de Raión de Koshejabl entre 1959 y 2021 |
|                                                                          |
| Fuente: Servicio Estatal de Estadística la Federación Rusa               |

## División administrativa
El raión está dividido en 9 municipios rurales, que engloban 24 localidades:
| Municipios de tipo rural        | Poblaciones* |
| ------------------------------- | --- |
| Municipio rural Blechepsinskoye | - aul Blechepsin |
| Municipio rural Vólnenskoye     | - selo Vólnoye - jútor Karmolino-Guidroitski - jútor Shelkovnikov |
| Municipio rural Dmítrievskoye   | - posiólok Druzhba - jútor Dmítriyevski - posiólok Komsomolski - jútor Krasni Fars - jútor Novoalekséyevski - jútor Otradni - posiólok Plodopitomnik - jútor Politotdel - aul Jachemzi - posiólok Chojrak |
| Municipio rural Yegerujáiskoye  | - aul Yeguerujái - jútor Sókolov |
| Municipio rural Ignátievskoye   | - jútor Ignátievski |
| Municipio rural Koshejablskoye  | - aul Koshejabl |
| Municipio rural Maiskoye        | - posiólok Maiski - jútor Krasni - jútor Chójrak |
| Municipio rural Natyrbovskoye   | - selo Natyrbovo - jútor Kazionno-Kuzhorski |
| Municipio rural Jodzinskoye     | - aul Jodz |

*Los centros administrativos están resaltados en negrita

### Localidades rurales y aúles
Gran parte de la población del raión se agrupa en localidades y aúles de carácter rural. Su centro administrativo es Koshejabl.
| Nombre     | Tipo de localidad | Población 2002 | Población 2010 | Población 2021 |
| ---------- | ----------------- | -------------- | -------------- | -------------- |
| Blechepsin | Aúl               | 3029           | 3148           | 3165           |
| Koshejabl  | Aúl               | 7309           | 7239           | 7308           |
| Natyrbovo  | Villa             | 3375           | 3027           | 3203           |
| Vólnoye    | Villa             | 3668           | 3679           | 3679           |

## Economía y transporte
El principal sector económico del raión es la agricultura (OOO Mamruko, ООО Мамруко). Por detrás de ella se podrían destacar las actividades relacionadas con la hostelería, el comercio, la fabricación de materiales para la construcción (ZAO Koshejablski kombinat nerudnyj materialov - ЗАО Кошехабльский КНМ, OAO Adygeyanerud - ОАО Адыгеянеруд, OOO Zavod zhelezobetonnyj izdeli - ООО «Завод железобетонных изделий). Recientemente se ha iniciado la extracción de gas natural.
Koshejabl está conectada al ferrocarril del Cáucaso Norte por un ramal que conduce desde Armavir, pasando por Beloréchensk hasta Tuapsé, Sochi y Adler. La autopista M29 Cáucaso pasa a unos 30 km.